# Bussnang
Bussnang est une commune suisse du canton de Thurgovie, située dans le district de Weinfelden.
En 1996, la commune a été formée à partir de l’ancienne commune municipale de Bussnang et de ses anciennes communes locales : Bussnang, Friltschen, Lanterswil, Mettlen, Oberbussnang, Oppikon, Reuti et Rothenhausen. Istighofen avait déjà été rattachée en 1995 à la nouvelle commune politique de Bürglen.

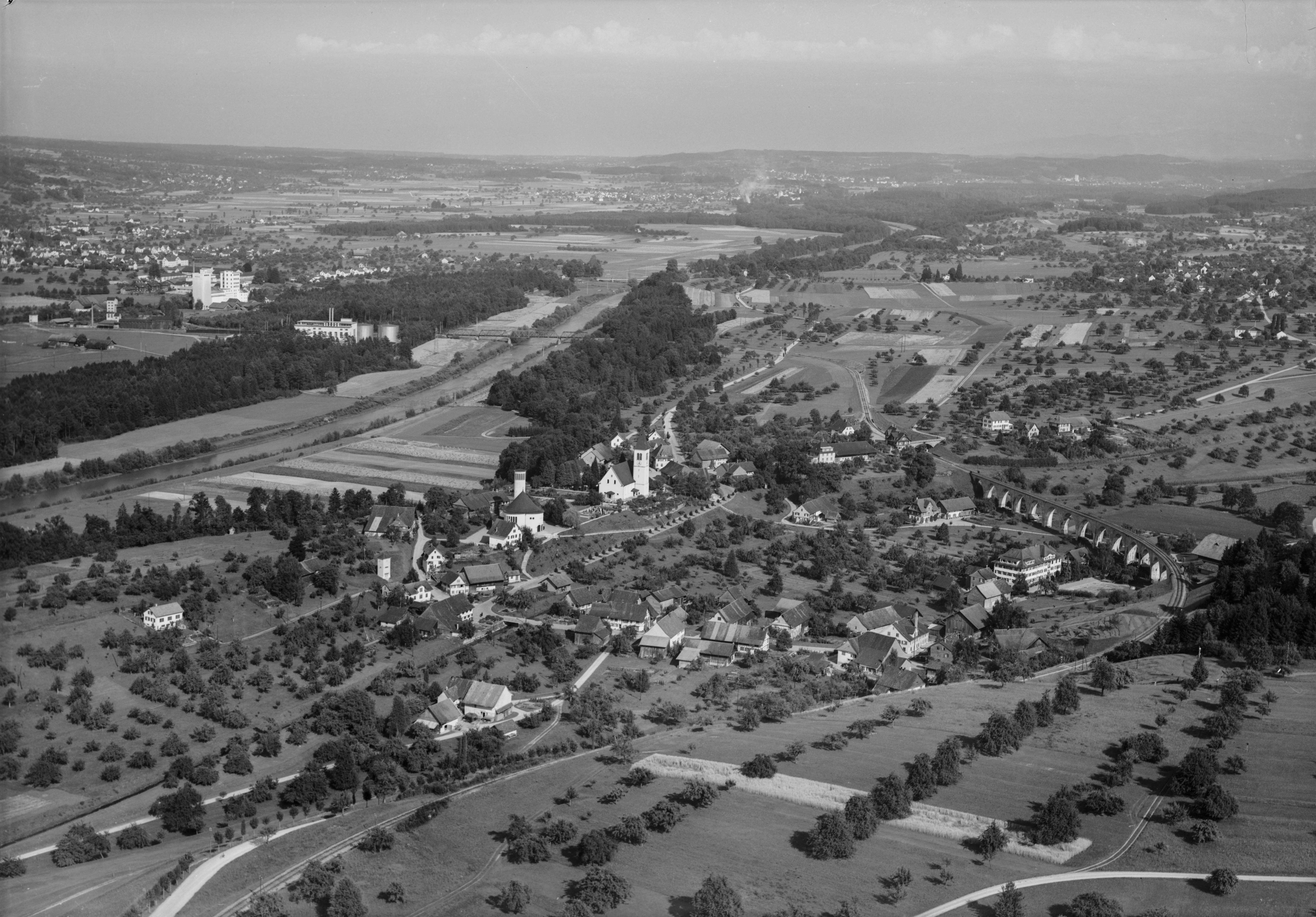
Photo aérienne (1954).

## Monuments et curiosités
- L'église catholique St. Josef de Bussnang[5] a été construite en 1934-36 par Gustav auf der Maur sur les plans d'Otto Linder. Le bâtiment compose un plan trilobé avec un clocher circulaire. Les baies sont décorées par des vitraux d'Andreas Kübele[6],[7] et forment un chemin de croix[8].
- L'église réformée a été reconstruite vers 1423 sur un bâtiment plus ancien. La partie supérieure de son clocher date de 1694. La nef a été agrandie en 1787[8].